# Käringklubb
Käringklubb är ett skär i Åland (Finland). Det ligger i Ålands hav eller Skärgårdshavet och i kommunen Jomala i landskapet Åland, i den sydvästra delen av landet. Ön ligger nära Mariehamn och omkring 290 kilometer väster om Helsingfors.
Öns area är 2,6 hektar och dess största längd är 280 meter i nord-sydlig riktning. Närmaste större samhälle är Mariehamn, 7,8 km öster om Käringklubb.